# Читалиште (Бугарска)
Читалиште (буг. читалище, у дословном преводу читаоница) је уметничка институција типична за Бугарску, која је у исто време библиотека, позориште, школа језика, музичка школа, место за необавезне разговоре и клуб.
Уврштено је 2017. године на Унескову листу нематеријалног културног наслеђа човечанства.

## Историјат
Прва читалишта у Бугарској појавила су се 1856. године у местима Свиштов, Лом и Шумен. Нека од њих су током деведесетих година 20. века претворена у биоскопе, клубове за пензионере и партије.
Читалишта у Бугарској чувају традицију обичаја и животних навика Бугара. Потпомажу образовање, ширење културе и развој уметности. Кроз епохе ау се мењала, али су ипак сачувала своју изворну аутентичност. Читалишта се појављују у добу бугарског препорода и буђења националне свести. Тада се, уз финансијску подршку образованих и богатијих Бугара, ствара више од 130 читалишта. Интересантно је да је револуционар Васил Левски користио развијену мрежу читалишта да би подстицао револуционарне активности. 
После ослобођења становништво обнавља у селима и градовима читалишта, али и ствара нова.

### Хронологија
- Године 1911, основан је Централни читалишни савез.
- Године 1923, назив му се мања у Врховни читалишни савез.
- Године 1950, постаје Савез народних читалишта у Бугарској.
- Године 1954, престаје са радом.
- Године 1990, маја месеца, се обнавља Савез народних читалишта и региструје се по закону о лицима и породици 12. априла 1991. године.[3]

## Мрежа читалишта
Данас је у Бугарској активно преко 3 000 народних читалишта која су јавне установе и обављају јавну, културну и образовну функцију.